# Abde Arraxide de Gásni
Abde Arraxide (em árabe: عبد الرشيد‎; romaniz.: Abdul-Raxid ou Abdal-Raxid) foi o 10.º sultão do Império Gasnévida por alguns meses em 1052. Era filho de Mamude (r. 998–1030). Sob seu sobrinho Ali (r. 1050–1052), filho de Maçude I (r. 1030–1040), esteve preso numa fortaleza da qual foi libertado em 1052 para fazer frente a seu parente incompetente. Abde Arraxide marchou contra Gásni, depôs Ali e ascendeu ao trono. De imediato, nomeou como governador do Punjabe Nuxeteguim, que recuperou a fortaleza de Cangra e restaurou a ordem no país, enquanto enviou Tugril ao Sistão para subjugar aquela província. Tugril conseguiu vitórias contra os seljúcidas do Coração e com isso fortaleceu sua posição a ponto de reunir grande exército com o qual assaltou Gásni, derrotando e matando Abde Arraxide e nove outros membros de sua dinastia antes de ascender ao trono.